# Egglestonichthys bombylios
Egglestonichthys bombylios är en fiskart som beskrevs av Helen K. Larson och Hoese, 1997. Egglestonichthys bombylios ingår i släktet Egglestonichthys och familjen smörbultsfiskar. Inga underarter finns listade i Catalogue of Life.